# TRNAジメチルアリルトランスフェラーゼ
tRNAジメチルアリルトランスフェラーゼ (adenylate dimethylallyltransferase) はtRNAの合成に関わる転移酵素で、次の化学反応を触媒する酵素である。
ジメチルアリル二リン酸 + tRNA中のアデニン37 {\displaystyle \rightleftharpoons } 二リン酸 + tRNA中のN6-イソペンテニルアデニン37
系統名はdimethylallyl-diphosphate:adenine37 in tRNA dimethylallyltransferaseである。

## 機能

N6-イソペンテニルアデニン(i6A)

tRNAのアンチコドンの1つ手前に相当する37番目の塩基には大きな修飾基が付いていることが多い。代表的なものがN6-イソペンテニルアデニン(i6A)や、さらにそれを修飾したms2i6Aやms2io6Aであり、その合成に関わる酵素である。